# Montagna Longa
Montagna Longa è un monte vicino Carini, in provincia di Palermo e separa i comuni di Cinisi e Carini. La sua altezza è di 975 metri s.l.m. ed appartiene al gruppo di montagne dei Monti di Palermo.

## Descrizione
La montagna è situata tra il territorio di Carini, Cinisi e Terrasini, nei pressi dell'Aeroporto di Punta Raisi ed è fornita di un'area attrezzata demaniale.
In cima è presente una croce, in ricordo delle 115 vittime del disastro aereo del Volo Alitalia 112 avvenuto il 5 maggio 1972.
Grazie alla sua altezza e posizione, è usata dal Corpo forestale della Regione siciliana, per l'avvistamento di incendi e dalle emittenti radiotelevisive per l'installazione dei propri ripetitori.
Il sentiero che conduce alla cima parte dal bosco di Santa Venera e si snoda per quasi 6 km.
La croce che sovrasta la montagna è stata posta nel primo anniversario del disastro aereo del 1972.
Quasi sulla cima l'archeologo palermitano Mannino ha rinvenuto rovine di posti di vedetta di probabile origine cartaginese.